# Abertis
Abertis Infraestructuras, SA, è un gruppo multinazionale spagnolo con sede a Barcellona che si dedica principalmente alla gestione di infrastrutture autostradali in concessione. Fa parte dei gruppi Mundys (controllante) e ACS (direttamente e attraverso Hochtief).
La società gestisce oltre 8.200 km di autostrade in 15 paesi, attraverso 36 concessioni.
Nel 2018 l'azienda è stata acquistata dalla italiana Atlantia (oggi Mundys) e dalla spagnola ACS per 16,5 miliardi di euro.

## Storia

### Origini
Abertis sorge come conseguenza della fusione delle due imprese dedicate alla gestione di strade a pedaggio: la Acesa Infraestructuras e la Aurea Concesiones de Infraestructuras.
- Acesa Infraestructuras (Autopistas, Concesionaria Españolas S.A.): nacque nel 1967 e inaugurò nel luglio 1969 la prima autostrada a pedaggio spagnola Montgat-Mataró. In dieci anni costruì più di 540 chilometri di autostrade. A partire dal 1994 si sposta verso altre attività relazionate alle infrastrutture stradali e avviando nuovi settori quali parcheggi (1994) e promozioni di spazi logistici (1997)
- Aumar (Autopistas del Mare Nostrum): nacque nel 1971 e inaugurò nel 1974 le autostrade Tarragona-Valencia e Valencia-Alicante. Nel 1986 acquistò la Bética de Austopista, titolare dell'autostrada Siviglia-Cadice.

Sia la Acesa che la Aumar, dal 2000 cominciarono a espandersi a livello internazionale e, finalmente, nel maggio 2003, le società a capo di queste due compagnie accordarono per una fusione con la conseguente nascita del gruppo Abertis.

### Tentata fusione con Autostrade S.p.A.
Nell'aprile 2006, Abertis e Autostrade S.p.A. (in seguito Atlantia) firmano un accordo per una fusione paritetica delle due società, volta a creare il più grande gestore autostradale europeo. L'accordo prevedeva che la nuova società avesse una governance condivisa, la sede legale a Barcellona con sede secondaria a Roma, e fosse quotata alle Borse di Milano e Madrid. L'operazione prevedeva un premio per gli azionisti Autostrade pari al 9% (incluso dividendo straordinario). Al termine della fusione, Schema28 (finanziaria del gruppo Edizione) sarebbe diventato l'azionista di riferimento (ma perdendo il controllo di Autostrade) con il 24,9%.
La fusione viene approvata dalle assemblee straordinarie delle due società il 30 giugno 2006. Tuttavia, l'operazione verrà contrastata dal governo Prodi, che lamenterà in particolare lo spostamento della sede all'estero, la perdita di controllo da parte dell'azionista italiano (Edizione) e la presenza nell'azionariato del costruttore ACS di Florentino Pérez, che avrebbe avuto il 12,5%. Il 4 agosto, attraverso ANAS, il governo italiano ufficializza la bocciatura dell'operazione, in virtù dei poteri concessi allo Stato sulle società concessionarie.
Dopo una serie di contestazioni legali per dirimere la questione, inclusa una possibile causa allo Stato italiano per danni economici, il 13 dicembre 2006 le due società ufficializzano la rinuncia al progetto di fusione.

### Acquisizione da parte di Atlantia/ACS
Nel 2017 Atlantia (gruppo Edizione) annuncia la decisione di promuovere un'OPA (offerta pubblica d'acquisto) sulla totalità delle azioni emesse da Abertis Infraestructuras S.A.. A ottobre 2017, la Comisión Nacional del Mercado de Valores autorizza l'OPA. Dopo poco più di una settimana il gruppo ACS lancia una contro OPA per la conquista della società (di cui è primo azionista).
Nel marzo 2018 Atlantia e ACS (assieme alla controllata Hochtief) raggiungono un accordo per presentare un'offerta congiunta per il controllo di Abertis. L'operazione viene perfezionata a ottobre 2018, con Abertis HoldCo S.A. (joint venture di Atlantia e ACS) che acquisisce il 98,7% del capitale di Abertis. Atlantia e ACS hanno investito complessivamente 16,5 miliardi di euro, di cui 6,9 miliardi di capitale proprio.
Come parte di un accordo di governance congiunta, sottoscritto nel 2018 e rinnovato nel 2023, Abertis è consolidata nel gruppo Mundys (ex Atlantia).

## Governance

### Azionisti
- Abertis HoldCo S.A. - 98,7%
  - Mundys S.p.A. - 50% (+ usufrutto su 1 azione)
  - ACS Actividades de Construcción y Servicios S.A. - 30%
  - Hochtief Aktiengesellschaft - 20% (di cui nuda proprietà su 1 azione)
- Azionisti di minoranza - 0,8%
- Azioni proprie - 0,5%

### Accordo di governance
Il 27 luglio 2023, Mundys e Grupo ACS (per conto anche della controllata Hochtief) hanno sottoscritto un nuovo accordo di governance per la gestione paritetica di Abertis. In base ad esso, Mundys continuerà a consolidare le attività di Abertis (attraverso l'usufrutto su un'azione di Hochtief), e ciascuna delle due parti nominerà metà del consiglio di amministrazione. La nomina del presidente spetta ad ACS, mentre Mundys nomina l'amministratore delegato.